# Rolf Birger Pedersen
Rolf Birger Pedersen (Bergen, 23 settembre 1939 – Bergen, 22 marzo 2001) è stato un calciatore norvegese, di ruolo attaccante.

## Biografia
Pedersen crebbe nelle vicinanze del Brann Stadion.
Nel 2000, gli fu diagnosticato un cancro. Ad un certo punto della malattia, le cose sembrarono migliorare, ma ebbe poi una ricaduta che lo portò alla morte, all'età di sessantuno anni.

## Carriera

### Giocatore

#### Club
Pedersen giocò l'intera carriera con la maglia del Brann, diventando uno dei calciatori più forti della sua storia. Condusse la sua squadra alla vittoria nella Hovedserien 1961-1962, risultando anche capocannoniere del campionato.

#### Nazionale
Pedersen giocò 15 partite per la Norvegia, mettendo a segno 5 reti. Debuttò il 28 maggio 1958, subentrando ad Arne Kotte nel pareggio a reti inviolate contro i Paesi Bassi. Il 2 luglio 1959, arrivò il primo gol: fu autore della rete norvegese nella sconfitta per due a uno contro la Danimarca.

### Dopo il ritiro
Pedersen, dopo il suo ritiro, ricoprì incarichi in diverse squadre di divisione inferiore. Ebbe diverse posizioni anche nel Brann. Ne fu anche presidente nel 1989.

## Palmarès

### Club

#### Competizioni nazionali
- Campionato norvegese: 2

Brann: 1961-1962, 1963
- Coppa di Norvegia: 1

Brann: 1972